# Otto Haupt (Architekt)
Otto Haupt (* 4. August 1891 in Brünn; † 2. Januar 1966 in Karlsruhe) war ein deutscher Architekt, Kunstgewerbler und Hochschullehrer. Seine Architektur ist vom Neuen Bauen beeinflusst; er engagierte sich für funktionale, schnörkellose Innenarchitektur und alltagstaugliches Kunsthandwerk.

## Leben
Nach seiner Schulzeit in Köln studierte Otto Haupt an der TH Berlin-Charlottenburg bei Karl Caesar, dann in München und Karlsruhe Architektur. Während seines Studiums wurde er Mitglied im Akademischen Verein Motiv. Nach dem Diplom an der TH Karlsruhe im Jahr 1919  und dem 2. Staatsexamen in Berlin 1921 arbeitete er freiberuflich als Architekt, dann als Baurat und Leiter des Entwurfsbüros der Reichsbank. 1927 trat er eine Stelle als Professor und Direktor der Kunstgewerbeschule Pforzheim, wurde Leiter des Kunstgewerbevereins und erhielt bald darauf einen Lehrauftrag für Handwerkliche Einzelgebiete und Innenraum an der Technischen Hochschule Karlsruhe.
1934–1945 (und wieder 1949–1956) war er Direktor der Badischen Hochschule der Bildenden Künste in Karlsruhe und unterrichtete dort im Fach Architektur. 1937 nahm er einen Ruf als ordentlicher Professor für Architektur an die TH Karlsruhe an (Nachfolge Max Laeuger). Nach dem Wiederaufbau der Architekturabteilung der TH Karlsruhe (ab 1946) amtierte er von 1952 bis 1956 auch als Rektor dieser Hochschule. 1948–1966 war er Vorsitzender des Badischen Kunstgewerbevereins und nach seiner Emeritierung im Jahr 1961 Vorsitzender des Deutschen Werkbunds von 1963 bis 1964.
Mit seinem reduzierten Inneneinrichtungsstil frei von historisierenden oder folkloristischen Zutaten betonte er eine handwerkliche und künstlerische Kontinuität zwischen den Entwürfen der Weimarer Zeit und den ersten 20 Nachkriegsjahren; mit Argumenten seines Fachs konnte er sich von der Gigantomanie und dem deutschtümelnden Eklektizismus der Jahre der NS-Herrschaft abgrenzen und war damit trotz seiner Ämter in dieser Zeit nach 1945 allseits anerkannt. In enger Zusammenarbeit mit dem Badischen Landesgewerbeamt Karlsruhe brachte er das regionale Kunsthandwerk (Bildteppiche, Majolika, Glas- und Metallarbeiten, Möbeldesign) nach dem Krieg zu einer neuen Blüte.

## Werke (Auswahl)
- ca. 1925: Nebenstellen der Reichsbank in Berlin
- 1951/1952: Studentenwohnheim Adenauerring 2–4 Karlsruhe (mit Heinrich Müller)
- 1953: Umbau Ständige Musterausstellung Pforzheim
- 1953/1954: Bürgersaal im Rathaus in Karlsruhe
- 1954/55: Umbau der Karlsruher Lebensversicherung
- 1955: Landesausstellung Baden-Württemberg in Stuttgart[3]
- 1956: Innenausbau der GDF Wüstenrot in Ludwigsburg
- 1957/1958: Haus Sandgänger Hochberg (mit seinem Sohn Peter Haupt und Karlhans Hirschmann)[4]
- 1959: Forschungsinstitut für Holzwerkstoffe Karlsruhe-Durlach (mit Peter Haupt und Karlhans Hirschmann)[5]
- 1960: Umbau Kaufhaus Spinner Offenburg (mit Peter Haupt und Karlhans Hirschmann)
- 1961–1965: „Bücherturm“ der Universitätsbibliothek Karlsruhe mit Peter Haupt[6]
- 1962–1964: Studentenwohnheime in Germersheim und Mainz
- 1964–1966: Wanderausstellung Deutsches Kunsthandwerk und Industrial Design
- 1965: Jubiläumsausstellung 250 Jahre Karlsruhe[7]
- 1966: Mitarbeit am Wiederaufbau des Stuttgarter Landesgewerbemuseums

## Veröffentlichungen
- Otto Haupt: Baukunst und Technik. C. F. Müller, Karlsruhe 1953. (Karlsruher akademische Reden; N.F. Nr. 10)
- Otto Haupt, Peter Haupt: German Arts and Crafts = arts et méteirs de l'Allemagne. Ausst.Kat. C. F. Müller, Karlsruhe (um 1967). 31 Bl.: Abb. mit Text